# (4499) Davidallen
(4499) Davidallen es un asteroide perteneciente al cinturón de asteroides, descubierto el 4 de enero de 1989 por Robert H. McNaught desde el Observatorio de Siding Spring, Nueva Gales del Sur, Australia.

## Designación y nombre
Designado provisionalmente como 1989 AO3. Fue nombrado Davidallen en honor del astrónomo británico David Allen, astrónomo oficial en el Observatorio Anglo-Australiano (AAO).

## Características orbitales
Davidallen está situado a una distancia media del Sol de 3,177 ua, pudiendo alejarse hasta 3,686 ua y acercarse hasta 2,668 ua. Su excentricidad es 0,160 y la inclinación orbital 6,543 grados. Emplea 2069 días en completar una órbita alrededor del Sol.

## Características físicas
La magnitud absoluta de Davidallen es 12,5. Tiene 15,938 km de diámetro y su albedo se estima en 0,076.